# Діодор (Васильчук)
Архієпи́скоп Діодо́р (Віта́лій Семенович Васильчу́к; 22 липня 1979, Одеса)  — архієрей УПЦ МП, архієпископ Южненський, вікарій Одеської єпархії.
Тезоіменитство  — 29 квітня (12 травня), мученика Діодора Афродисійського (Карійського).
За даними OSINT-розслідування групи Molfar є громадянином Росії.

## Життєпис
У травня 1996  — послушник Свято-Пантелеймонівського чоловічого монастиря РПЦ Одеси.
21 вересня 1996  — пострижений в рясофор.
9 грудня 1996  — пострижений в чернецтво на честь святого мученика Діодора Афродисійського.
22 грудня 1996  — рукопокладений в сан ієродиякона.
27 лютого 2000  — рукопокладений в ієромонаха.
22 липня 2000  — призначений благочинним Свято-Пантелеймонівського монастиря РПЦ м. Одеси.
9 серпня 2000  — возведений в сан ігумена.
18 травня 2002  — нагороджений Хрестом з прикрасами.
25 лютого 2004  — призначений в.о. намісника Свято-Іверського Одеського чоловічого монастиря РПЦ.
9 березня 2004  — затверджений намісником Свято-Іверського Одеського монастиря.
13 квітня 2004  — возведений в сан архімандрита.

### Архієрейство
25 вересня 2013  — обраний єпископом Южненським, вікарієм Одеської єпархії РПЦ.
28 вересня  — наречений єпископом.
29 вересня  — хіротонія..
У грудні 2015 року були заарештовані заступник начальника Головного відділу захисту національної державності Одеського УСБУ (Департаменту «Т») полковник Іванов Кузьма Юрійович (народився 31 липня 1976 року, уродженець Одеси, призначений 27 червня 2014 року на посаду заступника начальника) і його помічник, підполковник Галкін Максим Вікторович (народився 15 вересня 1973 року, мешканець Одеси, призначений на посаду заступника начальника Другого відділу Головного відділу захисту національної державності Одеського УСБУ 15 січня 2015 року, був відповідальним за роботу з релігійними структурами). Вони вимагали хабар, шантажуючи компроматом, у єпископа Южненського і вікарія Одеської єпархії Діодора (Васильчука). Слідством було встановлено, що в листопаді 2015 року заступник начальника головного відділу захисту національної державності Управління СБУ в Одеській області, полковник СБУ, та його підлеглий в званні підполковника (заступник начальника 2-ого відділу) з'ясували «окремі особисті обставини життя і церковної служби» єпископа Діодора та ініціювали кримінальну справу з метою компрометації архієрея, вимагаючи від нього хабар за нерозголошення відомої для них інформації та невжиття слідчих заходів. 13 грудня 2015 р. в Іверському монастирі за адресою: м. Одеса, пр. Маршала Жукова, 10/10, єпископ Діодор передав офіцерам СБУ необхідну суму в розмірі 50 тисяч доларів США, заявивши попередньо про цю злочинну змову на «гарячу лінію» НАБУ. Наступного дня ініціатору злочинної змови Кузьмі Іванову було повідомлено про підозру у вчиненні злочину. Ухвалою слідчого судді Приморського районного суду м. Одеси від 16 грудня 2015 р. обом обвинуваченим була визначена міра запобіжного заходу у вигляді утримання під вартою. Справа затягувалася: арешт стався 16 грудня 2015 року, а повноцінне розслідування почалося лише 10 березня 2016 року, коли справу було передано до суду
Попередній начальник Одеського УСБУ Сергій Батраков всіляко гальмував подальший перебіг кримінального провадження проти них, і тільки при новому начальнику Одеського УСБУ Олександру Довженку справу вдалося довести до кінця, коли Київський районний суд Одеси 15 грудня 2017 року виніс вироки у відношенні представників СБУ, до того часу вже звільнених з Одеського управління.. Також суд встановив, що жодного разу Діодора (Васильчука) не було запідозрено або звинувачено у злочинах. Хоча, свого часу діяльність владики Діодора (Васильчука) перевіряв за підозрами у певних «компрометуючих зв'язках», за даними рапорту за 23 серпня 2014 року, заступник начальника Третього відділу Головного відділу захисту національної державності Одеського УСБУ підполковник Бугаєнко Сергій Володимирович (1971 року народження, мешканець Одеси), однак згодом проведення перевірок було припинено.
20 листопада 2018 року Київський районний суд Одеси почав розглядати апеляцію на цей вирок. Наразі вирок оскаржувався в апеляційному порядку. Також у 2016—2020 роках Європейський суд з прав людини розглянув скаргу Кузьми Іванова — справу «Іванов проти України», щодо незаконного утримування під вартою до суду, цю скаргу було задоволено.
Незважаючи на цей скандал, залишилися на посадах два заступника начальника Головного відділу захисту національної державності Одеського УСБУ: підполковник Лут Юрій Миколайович (1980 року народження, уродженець м. Одеса), перший заступник начальника, та підполковник Нєдов Денис Іванович (1986 року народження, уродженець м. Білгород-Дністровський) — начальник «релігійного» сектору цього відділу.
31 жовтня 2024 в числі 16 (із 52) правлячих і 15 (із 58) вікарних архієреїв УПЦ МП підписав заяву, в якій засудив анексію Російською Православною церквою Донецької єпархії, зняття її керівника митрополита Іларіона і заміни на росіянина, уродженця Рязанської області Росії, архієрея з Далекого Сходу.